# 에흐베르튀스 판 캄펀
에흐베르튀스 뤼돌프 판 캄펀(네덜란드어: Egbertus Rudolf van Kampen, 1908~1942)은 벨기에 태생의 수학자이다. 대수적 위상수학에 공헌하였다.

## 생애
1908년 벨기에 안트베르펜주 베르험(네덜란드어: Berchem)에서 셋째 아들로 태어났다. 판 캄펀 가족은 판 캄펀이 태어나기 몇 년 전까지 네덜란드에 살다가 벨기에로 이민하였다. 판 캄펀의 아버지는 회계사였다.
레이던 대학교에 입학하였고, 1927년에는 괴팅겐 대학교에서 유학하여 바르털 레인더르트 판데르바르던과 파벨 알렉산드로프를 만났다. 1929년에 레이던 대학교에서 박사 학위를 수여받았다.
이후 델프트 공과대학교에서 조교로 았다가 1931년에 미국으로 이민하여 존스 홉킨스 대학교 교수가 되었다. 1933년에 자이페르트-판 캄펀 정리를 증명하였다. 1935년에 폰트랴긴 쌍대성을 국소 콤팩트 아벨 군에 대하여 일반화하였다.
왼쪽 귀 근처에서 발병한 암으로 인하여 1942년 2월 11일 미국 볼티모어에서 33세의 나이로 요절하였다.